# Association cultuelle
Pour les articles homonymes, voir association.
En France, la loi de Séparation des Églises et de l'État en 1905 institua en France (amputée à l'époque de l'Alsace et de la Moselle, où cette loi ne s'applique pas) des associations cultuelles dites aussi paroissiales, parfois, dans certaines Églises, presbytérales ou associations islamiques.
Ces associations sont des associations à but non lucratif selon la loi de 1901, mais avec certaines limitations : objet cultuel exclusivement (donc pas d'entraide), membres seulement individuels (pas d'association membre), nombre minimum de membres, etc., et certains avantages, notamment fiscaux.

## Historique
La loi de 1905 a prévu ce type d'associations « pour subvenir aux frais, à l'entretien et à l'exercice public d'un culte » ; elles remplissent certaines des missions auparavant assurées, pour les quatre cultes reconnus, par les établissements publics du culte constitués dans le cadre de la loi du 18 germinal an X (8 avril 1802). 
Il fallait en effet une entité privée à qui attribuer la part des biens mis à disposition ou propriété d'un établissement public du culte, pour ce qui concerne exclusivement l'exercice public du culte, principalement les lieux de culte, et qui puisse assurer l'exercice du culte notamment sous l'aspect matériel (entretien des lieux de culte, réception des dons, rétribution et formation des ministres…).
Le catholicisme refusa de créer les associations cultuelles prévues par la loi de 1905 (il créera en 1924 des associations diocésaines). Le judaïsme garda ses structures passées. Les Églises protestantes constituèrent donc la très grande majorité des associations cultuelles, le modèle associatif présentant d'ailleurs des parallèles évidents avec leur système d'organisation traditionnel.
L'être et la mission de ces Églises ne s'épuisent cependant pas dans lesdites associations : elles ont dû constituer, en leur sein ou ensemble, d'autres associations uniquement de loi de 1901 qui leur permettent d'exercer notamment l'entraide et la mission.
Cependant, les associations cultuelles n'ont pas le monopole des activités cultuelles. L’article 4 de la loi du 2 janvier 1907 permet également aux associations de type loi de 1901 d’organiser le culte. Ainsi, il semblerait que 80 % des mouvements religieux sont constitués en association loi de 1901.

## Régime juridique

### Constitution d'une association cultuelle
Comme l'explique la circulaire publiée conjointement par les ministères de l'Intérieur et de l'Économie en juin 2010 à propos du support institutionnel de l'exercice du culte, la création d'une association cultuelle est d'abord soumise, comme toute autre association, à une simple obligation de déclaration. Il ne suffit toutefois pas que l'association se déclare « cultuelle » dans ses statuts, pour être aussitôt reconnue comme telle par l'administration compétente.
Si elle ne reçoit pas d'opposition du préfet dans un délai de quatre mois après avoir reçu une libéralité (donation ou legs), alors et alors seulement, une association peut considérer par défaut que son statut « cultuel » est validé par l'administration compétente. Si elle le désire, une association peut aussi interroger directement le préfet sur sa capacité à recevoir une libéralité sans être taxée par la suite. Le préfet lui accordera alors une attestation de non opposition, qui montrera alors publiquement que l'association est officiellement reconnue comme « cultuelle » et a le droit de recevoir des libéralités non taxables. Cette attestation est valable pendant cinq ans.

### Conditions nécessaires
Pour prétendre à l'exonération des dons manuels et legs, une association qui s'annonce « cultuelle » doit remplir certaines conditions :
- l'exercice public d'un culte et l'exercice exclusif de ce culte ;
- le respect de l'ordre public ;
- la définition de la circonscription religieuse et la composition de l'association ;
- des statuts précis définissant l'objet de l'association.

Avant que ne soient édictées ces conditions, la jurisprudence administrative avait déjà établi trois conditions à remplir pour qu'une association puisse être considérée comme cultuelle au sens de la loi du 9 décembre 1905 :
- elle doit être consacrée à l'exercice d'un culte ;
- son objet doit être exclusivement cultuel. Il doit donc se limiter aux activités suivantes : la célébration de cérémonies organisées en vue de l'accomplissement, par des personnes réunies par une même croyance religieuse, de certains rites ou de certaines pratiques ; l'acquisition, la location, la construction, l'aménagement et l'entretien des édifices servant au culte, ainsi que l'entretien et la formation des ministres et autres personnes concourant à l'exercice du culte. Ainsi sont exclues les activités culturelles, éditoriales, sociales ou humanitaires, qui doivent éventuellement faire l'objet d'une autre association à but non lucratif (loi du 1er juillet 1901) ;
- son objet statutaire comme son activité effective ne doivent pas porter atteinte à l'ordre public. La circonstance qu'une association ait fait l’objet de diverses condamnations pour des infractions graves et délibérées à la législation peut s'opposer au bénéfice du statut d’association cultuelle aux autres associations rattachées au même culte et exerçant leurs activités en étroite liaison avec celle-là[6]. En revanche, la seule qualification de « mouvement sectaire » donnée par des rapports parlementaires ne suffit pas à justifier d'un quelconque trouble à l'ordre public[7].

### Contrôle préfectorala posteriori
Selon la nouvelle rédaction de l'article 910 du code civil, l'acceptation de dons et legs n'est plus soumise à une autorisation préalable par arrêté préfectoral. Toute association cultuelle est autorisée à recevoir des dons et legs, avec obligation  de déclaration à l'autorité administrative, qui conserve un pouvoir d'opposition a posteriori. Il en va de même pour l'application des articles 200 et 238 bis du code général des impôts, qui permet aux bienfaiteurs des associations cultuelles de déduire un pourcentage déterminé de leurs versements dans une certaine limite de leurs revenus.
Sont explicitement exclues de ces dispositions les « associations ou fondations dont les activités ou celles de leurs dirigeants sont visées à l'article 1er de la loi du 12 juin 2001 tendant à renforcer la prévention et la répression des mouvements sectaires portant atteinte aux droits de l'homme et aux libertés fondamentales ». Cette réserve permet aux autorités publiques de garder un contrôle sur les associations qui risqueraient de troubler l'ordre public, comme le suggérait le rapport Machelon : « Cette « petite reconnaissance » constitue un levier important de la politique de lutte contre les dérives sectaires, dès lors notamment que la réserve d’ordre public permet de dénier la qualité d’association cultuelle à une association qui, pourtant, remplirait toutes les conditions posées par la loi de 1905. »
De plus, la jurisprudence du Conseil d'État soumettant la qualification d'association cultuelle au respect de conditions strictes, la deuxième édition de l'ouvrage Droit français des religions parue en 2013 souligne la difficulté pour les mouvements soupçonnés de dérives sectaires de l'obtenir : « Ces trois conditions étant cumulatives, l'approche retenue pas l'avis du 24 octobre 1997 reste très restrictive et rend très difficile, pour ne pas dire impossible, l'octroi du statut d'association cultuelle aux mouvements dits « sectaires ». Cet avis a confirmé en particulier l'approche abstraite de l'atteinte à l'ordre public retenue par le juge administratif, celui-ci ne subordonnant nullement la légalité des décisions de l'administration à l'existence de troubles effectifs, matériels, avérés à l'ordre public, mais se contentant de menaces à l'ordre public ou de risques pour l'ordre public, c'est-à-dire de troubles potentiels ». Et d'ajouter plus loin : « Les conditions fixées par l'avis du Conseil d'État du 24 octobre 1997 à la reconnaissance du statut d'association cultuelle étant très restrictives, seuls les Témoins de Jéhovah se sont vu reconnaître le statut d'association cultuelle par deux décisions précitées du Conseil d'État du 23 juin 2000. »

## Associations cultuelles en France
Selon les données officielles du Premier ministre en 2021, il existe 5 000 associations cultuelles en France : entre 3 500 et 4 000 pour le culte protestant, 1 000 pour les Témoins de Jéhovah, une centaine également pour le culte juif et quelques dizaines respectivement pour les cultes musulman et orthodoxe. Une centaine d’associations diocésaines pour le culte catholique sont assimilées au statut d'associations cultuelles.

### Statut accordé
- L'Eglise catholique française a obtenu en 1923 le statut d'association cultuelle sous une forme particulière : l'association diocésaine, avec un objet social spécifique, qui consiste à "subvenir aux frais et à l’entretien du culte catholique, sous l’autorité de l’évêque, en communion avec le Saint-Siège, et conformément à la constitution de l’Eglise catholique".
- Le culte antoiniste, dont les lieux de culte sont fédérés par l'Union des associations cultuelles antoinistes, est reconnu comme association cultuelle en France selon la loi de 1905 depuis la première moitié du XXe siècle[13],[14] — par exemple, l'association cultuelle antoiniste du temple du 34 rue Vergniaud à Paris est enregistrée le 28 décembre 1917, celle d'Indre-et-Loire en 1923[15], etc. Il est donc exempté de taxe foncière sur la partie publique de ses temples depuis les années 1920[16], et une lettre du ministère de l'Intérieur précise qu'il a systématiquement reçu l'autorisation de recevoir des legs ou des dons, son caractère cultuel n'ayant jamais été contesté[17].
- L'Église évangélique missionnaire de Besançon est déclarée comme association cultuelle selon la loi de 1905 au moins depuis 1995[18]. Le 30 septembre 1999, le tribunal administratif de Besançon a accordé l'exonération de la taxe foncière sur son lieu de culte[19]. Dans une décision rendue le 2 octobre 2003, le juge du même tribunal administratif a déclaré que le refus par le préfet d'accorder des dons et legs à l'église n'a pas été étayé par des preuves suffisantes et ne peut donc lui refuser le bénéfice du statut d'association cultuelle[20].
- L'Église néo-apostolique bénéficie d'une exonération de la taxe foncière sur ses locaux affectés au culte depuis 1995, en vertu  de la loi de 1905 relative aux associations cultuelles[21], et peut donc recevoir des dons et des legs[22].
- La Science chrétienne est enregistrée comme association cultuelle loi de 1905[23],[24].
- Les Témoins de Jéhovah ont un millier d'associations locales qui ont été reconnues cultuelles[25], depuis deux arrêts du Conseil d'État rendus en 2000[26]. La presse a confirmé que des arrêtés préfectoraux ont conféré également ce statut à trois de leurs instances nationales à partir de 2002[27].
- La Sōka Gakkai est déclarée comme telle depuis 2007[28].
- L'Église de Jésus-Christ des saints des derniers jours est déclarée comme telle depuis 2009[29].
- Le Mandarom (sous le nom d' « Association cultuelle du Vajra triomphant ») bénéficie de ce statut fin 2011, ce qui lui permet d'en retirer des avantages fiscaux[30]. En 2013, elle fait condamner la France à rembourser ce que la Cour européenne des Droits de l'Homme considère être des taxations abusives[31]. En 2007, elle n'était pas encore reconnue comme telle par l’autorité administrative française compétente[32].

### Statut refusé
- En 2008, à cause de ses démêlés avec la justice française, l'Église de Scientologie n'est pas reconnue comme telle en France[33].